# Mauricio Tabe Echartea
Mauricio Tabe Echartea (Ciudad de México, 9 de noviembre de 1979) es un político mexicano, miembro del Partido Acción Nacional. Desde el 1 de octubre de 2021 es el alcalde de Miguel Hidalgo.

## Biografía
A los catorce años de edad ingresó al Partido Acción Nacional. Egresó de la carrera de Administración Pública en El Colegio de México en el año 2002. Al año siguiente, fue elegido secretario de Acción Juvenil del Distrito Federal; y en el 2004, consejero regional.
En la IV Legislatura de la Asamblea Legislativa del Distrito Federal (ALDF), se desempeñó como secretario técnico de la Comisión de Juventud.
Durante la elección intermedia de 2009, fue coordinador general de la campaña de Mario Palacios, jefe delegacional en Benito Juárez durante el periodo 2009-2012. 
De enero de 2010 a junio de 2011 ocupó el cargo de secretario general del Comité Directivo Regional del PAN en el Distrito Federal. A partir de 2010 es electo consejero regional y miembro del Comité Directivo Regional del PAN en el Distrito Federal.
En las elecciones de 2009 es electo diputado local en la V Legislatura de la ALDF, donde se desempeña como presidente de la Comisión de Población y Desarrollo; vicepresidente de la Comisión de Salud; integrante de las comisiones de Presupuesto, Fomento Económico y en el Comité de Atención, Orientación y Quejas Ciudadanas.
En diciembre de 2012 fue elegido presidente del Comité Directivo Regional del Distrito Federal para el periodo 2012-2015 y en agosto de 2015 fue reelecto por un nuevo trienio 2015 - 2018.
De septiembre de 2016 a enero de 2017 participó como diputado a la Asamblea Constituyente de la Ciudad de México (PAN), encargada de la elaboración de la primera Constitución de la capital del país. En esta, fue elegido como integrante de la Mesa Directiva en calidad de vicepresidente.
En septiembre de 2018 tomó posesión como diputado al primer Congreso de la Ciudad de México (PAN), siendo nombrado coordinador del Grupo Parlamentario del Partido Acción Nacional. De septiembre de 2019 al 31 de agosto de 2020 fue presidente de la Junta de Coordinación Política.

## Alcaldía Miguel Hidalgo
En diciembre de 2020, se registró como precandidato para las elecciones de 2021, para alcalde de la alcaldía Miguel Hidalgo. Durante dicha campaña electoral, la Contraloría General de la Ciudad de México abrió una investigación por presunto desvío de 42,5 millones de pesos de la alcaldía Benito Juárez a la campaña de Tabe, tras la denuncia de varios concejales de MORENA que verían sus intereses afectados. El Tribunal Electoral de la Ciudad de México finalmente desestimó las imputaciones al considerar que «no hubo dolo», pero ordenó al congreso de la capital sancionar al diputado local del PAN por incurrir en «actos de promoción personalizada y uso de recursos públicos» en la difusión de su Segundo Informe de Labores.
Tras la celebración de los comicios el 6 de junio de 2021, Tabe Echartea fue declarado ganador y elegido alcalde de Miguel Hidalgo, tomando posesión del cargo el 1 de octubre.
El 2 de junio de 2024 logró reelegirse en la alcaldía con el 54.21% de los votos lo que es equivalente a 130,365 votos. Los partidos que lo postularon fueron el Partido Acción Nacional, el Partido de la Revolución Democrática y el Partido Revolucionario Institucional bajo la alianza Va por la CDMX.